# Haley Johnson
Haley Johnson (ur. 8 grudnia 1981) – amerykańska biathlonistka. Zadebiutowała w biathlonie w rozgrywkach Pucharu Europy w roku 2005.
Starty w Pucharze Świata rozpoczęła zawodami w Chanty-Mansyjsku w roku 2008 zajmując 57. miejsce w sprincie. Jej najlepszy dotychczasowy wynik w Pucharze świata to 23. miejsce w biegu indywidualnym w P'yŏngch'ang w sezonie 2008/09.
Na Mistrzostwach świata w roku 2008 w Östersund zajęła 78. miejsce w biegu indywidualnym, 53 w sprincie, 52 w biegu pościgowym oraz 18 w sztafecie. Na Mistrzostwach świata w roku 2009 w Pjongczangu zajęła 23. miejsce w biegu indywidualnym, 92 w sprincie i 10 w sztafecie.
Po sezonie 2010/2011 ogłosiła zakończenie kariery.

## Osiągnięcia

### Mistrzostwa świata
- 2008 Östersund – 78. (bieg indywidualny), 53. (sprint), 52. (bieg pościgowy), 18. (sztafeta)
- 2009 P'yŏngch'ang – 23. (bieg indywidualny), 92. (sprint), 10. (sztafeta)

### Puchar Świata

#### Miejsca w klasyfikacji generalnej
| Sezon     | Miejsce |
| --------- | ------- |
| 2008/2009 | 82.     |
| 2009/2010 | 81.     |
| 2010/2011 | 58.     |